# 朱骏
朱骏（1966年10月7日—），第九城市的董事长及创始人之一，华裔新加坡籍富豪。除了网络行业的生意以外，朱骏爱好足球，曾經拥有中超球队上海申花。

## 简介
1980年代中期，朱骏考入了上海交通大学机械系，但是仅就学两年便退学，开始经商。1993年，朱骏只身赴美国，之后通过房屋装潢等挣到了50万美金。

## 网络行业
1998年，朱骏以50万美元在香港注册了「Gamenow」公司，随后公司改名为第九城市。这是一家主营互联网娱乐的企业。
2002年，7月10日，在韩国汉城，九城携手Webzen公司举行隆重的游戏合作签约新闻发布会，正式将宣布《奇迹MU》引入中国。
2004年，第九城市成功获得了《魔兽世界》中国地区代理权，并在NASDAQ上市。随着第九城市的不断发展，使朱骏获得很大成功。
2006年，获得北美最受欢迎网游《Guild Wars》中国地区代理权。
2009年，魔兽世界中国地区代理权到期后，第九城市转而大力推广《FIFA Online 2》。

## 足球
2003年，朱骏组织第九城市的一些员工以「上海九城」的名义参加了业余足球丙级联赛。同年，上海另一支球队上海天娜参加乙级联赛但是未能冲入甲级，赛季结束后被朱骏收购。
2004年，以原天娜为班底的新上海九城再次参加乙级联赛，以不败成绩夺冠，进入甲级行列。2005年，上海九城队中途改名为上海联城，以示与已经成为NASDAQ上市公司的第九城市的公司的区别，表明投资足球的行为只是朱骏用个人财产进行，与九城无关。不过最终上海联城虽然有祁宏、姜坤等国脚级的球员加盟，仍然未能晋升中超。
同時朱骏拖欠联城球员工资。2005年12月21日上海联城队员集体到俱乐部找老板讨薪。当天，联城俱乐部副总经理兼助理教练和队员的张勇、柯斌等16名年轻队员一起来到位於中信泰富33层的第九城市的总部，寻找朱骏和联城俱乐部总经理周军，欲讨回俱乐部尚欠发的工资和奖金。
2006年赛季开始前，朱骏将原来的联城队出售，转而收购了上赛季的中超球队上海中邦，并将其改名为联城，继续参加中超联赛。球队在赛季初表现出色，一度成为最大黑马，不过之后遭遇十二场不胜，最终名列第七。
2007年初，朱骏收购了上海的足球俱乐部的上海申花，并且直接注销了原来联城价值数千万的中超参赛资格而不出售，同时将两支球队的人员合并。上海申花从一支由国有企业投资的俱乐部转变成了一家私人投资的足球俱乐部。
上海申花在朱骏领导下，多次出现拖欠雇员薪水的情况。孙吉曾起诉朱骏领导下的上海申花拖欠其74万余元的训练以及商业出场费。2012年赛季结束时，阿内尔卡和德罗巴均因欠薪离队。2013年4月由于朱骏拖欠三名南美球员工资，三名外籍球员拒绝在对辽宁宏运的联赛中出场。2013年7月，主教练巴蒂斯塔也因为欠薪而辞职。2013赛季结束后，上海申花出现搬迁至昆明的传言。
2014年1月，绿地集团以1.5亿元人民币收购上海申花。朱骏退出申花俱乐部经营。
离开上海申花后，朱骏仍活跃在上海草根足球场上。2020年1月，朱骏成立上海橘橙足球队。上海橘橙一路升级，在2023年作为上海联赛代表出战中冠联赛。他還代表球隊在中冠两场比賽中首发出场。
2024年3月17日，朱骏在2024年中国足协杯第一轮对阵南宁东方聚鼎的比赛中首发出场并且在比赛第59分钟打进一球，帮助球队6-0领先。该进球也打破了中国足协杯最大龄进球队员纪录。

## 轶闻
2007年8月，上海申花足球俱乐部远赴荷兰鹿特丹参加港口杯邀请赛，对阵利物浦队，身为申花俱乐部投资人的朱骏首发出场，亲自与利物浦队众多世界著名球星如杰拉德、托雷斯等人一较高下，并于比赛开始后的第5分钟被主教练吉梅内斯换下。据悉，此前朱骏已为这场比赛苦练数月。对朱骏的此种行为英国媒体则纷纷予以嘲讽，《卫报》称「这位肥胖的『前锋』仅仅打了5分钟就被换下」。而利物浦《回声报》更是直言「朱骏选择让自己上场，也许是为了有朝一日能够给他的孙子说我曾经和利物浦打过比赛」。事后俱乐部顾问张德发曾对朱骏上场参赛一事辩解：“朱骏出场比赛的原因是由于主办方事前的言论刺激，致使申花几乎考虑退赛，球队即使水平不如对手，也不能被视为陪衬失去尊严，因此朱骏为了自己的尊严亲自出场，而且是出于给对方留一些颜面的缘故，所以才只上场踢了五分钟”。
2007赛季朱骏接手上海申花俱乐部之后，在某些重要比赛，会开出巨额奖金激励队员，甚至把现金带入球队休息室以达到刺激球员的效果。2007赛季中超联赛首轮，刚完成申联合并的申花联盛俱乐部在主场迎战夙敌北京国安，比赛开始前朱骏向队员高调许诺，一旦主场赢下比赛，将为球队发放总计200万元人民币的奖金，并且在比赛开始前把200万元人民币现金带入休息室，全部摆放在休息室的桌子上，然而此种做法并未起到良好效果，总计派出7名原上海联城球员首发出场的申花，在原上海联城主教练吉梅内斯的指挥下0：2负于夙敌北京国安，这也是在14年职业联赛历史上，上海申花首次在主场负于北京国安。